# 何燕雯
何燕雯（1966年9月29日—）是一名中国女子赛艇运动员。她在1988年汉城夏季奥林匹克运动会中，参加了女子八人双桨赛艇比赛并获得铜牌。